# Feytiat
Feytiat är en kommun i departementet Haute-Vienne i regionen Nouvelle-Aquitaine i västra Frankrike. Kommunen ligger i kantonen Limoges-Panazol som tillhör arrondissementet Limoges. År 2022 hade Feytiat 6 174 invånare.

## Befolkningsutveckling
Antalet invånare i kommunen Feytiat
| Referens: INSEE |